# ボボ・ブラジル
ボボ・ブラジル（Bobo Brazil、本名：Houston Harris、1924年7月10日 - 1998年1月20日）は、アメリカ合衆国のプロレスラー。アーカンソー州リトルロック出身のアフリカ系アメリカ人。
20世紀を代表する黒人プロレスラーの1人。アメリカではNWAの主要テリトリーをはじめ、WWWF、WWA、NWF、インディアナ版WWAなどの各団体で、絶対的なベビーフェイスとして活躍した。
人種差別が現在以上に激しかった時代において、貧しい階層の多かった黒人ファンの動員に貢献し、黒人レスラーの地位向上を果たした功績から、アメリカでは「プロレス界のジャッキー・ロビンソン（Jackie Robinson of sports-entertainment）」とも評された。
日本では「黒い魔神」と呼ばれて人気を博し、日本プロレスと全日本プロレスに通算15回来日。力道山やジャイアント馬場と名勝負を展開した。

## 来歴
少年期に父親を亡くし、家計を支えるための職を求めて、出生地である南部のリトルロックを離れて北部の工業都市を転々とする。1942年頃、生涯の居住地となるミシガン州ベントンハーバーに移住し、鉄工所で働きながらYMCAのジムで体を鍛えた。そこで邂逅したプロレスラーの "ジャンピング" ジョー・サボルディに素質を見込まれ、サボルディのトレーニングのもと、1948年3月29日、ミシガン地区のインディー団体でデビュー。
当初は本名のヒューストン・ハリス（Houston Harris）として試合に出場していたが、1949年よりサボルディの発案で、ブー・ブー・ブラジル（Boo Boo Brazil）と改名。南米からやってきた巨人（The South American Giant）というギミックでメジャーテリトリーに進出するが、1950年2月にシカゴにブッキングされた際、プログラムに "Bo Bo Brazil" と印字され、その誤表記が最終的にボボ・ブラジル（Bobo Brazil）のリングネームとして定着した。

### 1950年代
1950年代初頭はモントリオールやトロントなどカナダの主要テリトリーを転戦して、ウラデック・コワルスキー、フレッド・アトキンス、ドン・レオ・ジョナサン、スカイ・ハイ・リーなどと対戦。トロント地区のレジェンドとなるホイッパー・ビリー・ワトソンのパートナーにも起用された。
1953年より太平洋岸に進出。ロサンゼルス地区（後のWWA）では1954年にウイルバー・スナイダーやサンダー・ザボーとタッグを組み、インターナショナルTVタッグ王座を再三獲得。1955年4月13日にはオリンピック・オーディトリアムにおいて、ルー・テーズのNWA世界ヘビー級王座に挑戦した。サンフランシスコ地区ではエンリケ・トーレスをパートナーに、1956年7月13日にシャープ兄弟からNWA世界タッグ王座を奪取している。
1957年8月には日本プロレスに初来日（日本での活躍は後述）。その後も黒人レスラーのメインイベンターとして各地を転戦、1959年にはアップステート・ニューヨークやオハイオ、トロントやナイアガラフォールズなど、アメリカとカナダの五大湖エリアを股に掛けてフリッツ・フォン・エリックと抗争を繰り広げた。

### 1960年代
1961年1月28日、後の主戦場となる地元ミシガン州のデトロイトにて、ディック・ザ・ブルーザーを下してアメリカン・レスリング・アライアンス認定のUSヘビー級王座を獲得（同王座は1965年よりNWAの認定タイトルとなる）。
1962年8月18日、ニュージャージー州ニューアークにて、バディ・ロジャースの保持していたNWA世界ヘビー級王座に挑戦。試合には勝利したが、ロジャース側がブラジルの反則による負傷を訴えてタイトルの移動は無効となり、「黒人初のNWA世界ヘビー級王者」は実現しなかった。しかし、ノースイースト地区の一部ではロジャースの訴えを退けてブラジルの戴冠を認め、後にブラジルは「USヘビー級王者」としてNWAより認定され、1963年より同地区で発足したWWWFでもタイトルは継承された。
WWWFには頻繁にゲスト参戦しており、ニューヨークのマディソン・スクエア・ガーデンではファビュラス・カンガルーズ（アル・コステロ&ロイ・ヘファーナン）、ジョニー・バレンド、マグニフィセント・モーリス、スカル・マーフィー、ブルート・バーナード、ハンス・モーティア、キラー・コワルスキー、ゴリラ・モンスーン、ジェリー・グラハム、フレッド・ブラッシー、ワルドー・フォン・エリック、ビル・ワット、ビル・ミラー、ケンタッキー・ブッチャーなどのヒールと対戦。ドリー・ディクソン、アート・トーマス、アーニー・ラッドなど、後輩の黒人レスラーともタッグを組んだ。1964年6月20日にはペンシルベニア州フィラデルフィアにおいて、ブルーノ・サンマルチノのWWWF世界ヘビー級王座に挑戦、ベビーフェイスの人気スター同士のドリームマッチが行われている。
NWA圏の各テリトリーにおいても、1965年7月3日にトーマスとの黒人コンビでデトロイト版の世界タッグ王座を獲得。同年10月16日にはキンジ渋谷からサンフランシスコ版のUSヘビー級王座を奪取。全米規模の人気スターだったため特定の地区に定着できず、いずれも戴冠期間は短かったものの、各地で主要タイトルを獲得した。
1966年9月2日、ロサンゼルスにてバディ・オースチンを破り、WWA世界ヘビー王座を獲得。シングルの世界王者としてはベアキャット・ライトに次ぐ2人目のチャンピオンとなった。1968年1月12日に再びオースチンを下して2度目の戴冠を果たし、以降はロサンゼルス地区に一時定着して、ブラッシー、ジョン・トロス、ザ・コンビクト、ルーク・グラハム、マッドドッグ・バションらを相手に防衛戦を行った。しかし、同年10月1日にWWAはNWAの傘下団体となり、WWA世界ヘビー級王座はブラジルがジン・キニスキーのNWA世界ヘビー級王座に挑戦するために返上したという設定のもと、12月11日をもって封印された（キニスキーには12月18日に挑戦して引き分けている）。
なお、WWAがNWA傘下となった3日後の10月4日、ブラジルは後継タイトルとなるNWAアメリカス・ヘビー級王座を獲得したが、翌1969年2月21日にザ・シークに敗れて陥落。以降、ロサンゼルス地区へのレギュラー参戦を終了している。同年8月からはカナダのマリタイム地区に参戦し、ザ・ストンパーと北米ヘビー級王座を争った。

### 1970年代

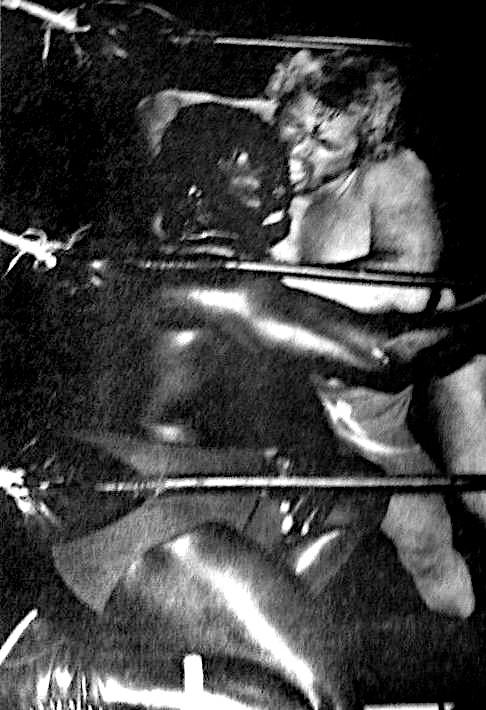
ザ・シークとの流血の抗争劇は十数年間に渡って繰り広げられた。

1970年5月より、NWAのデトロイト地区を主戦場として活動。同年8月8日、ロード・レイトンと組んでテキサス・アウトローズから世界タッグ王座を奪取。1971年5月29日には、ロサンゼルス時代から因縁の続くザ・シークを破り、フラッグシップ・タイトルのUSヘビー級王座を獲得する。以降1976年にかけて、シークをはじめパンピロ・フィルポやアブドーラ・ザ・ブッチャーを相手にUSヘビー級王座を巡る抗争を展開した。タッグ戦線においてはガイ・ミッチェルやトニー・マリノをパートナーに、ブッチャー&キラー・ブルックスやクルト・フォン・ヘス&カール・フォン・ショッツなどのチームと世界タッグ王座を争った。
他地区へも精力的に参戦し、NWFではハンス・シュミット、ブル・カリー、ジョニー・バレンタインらを挑戦者にデトロイト版USヘビー級王座の防衛戦を行い、シークやブッチャーとの抗争も再現した。NWAの総本山だったセントルイスのキール・オーディトリアムにも頻繁に出場しており、1973年から1975年にかけて、テリー・ファンクやハーリー・レイスとも対戦。1974年3月15日にはジャック・ブリスコのNWA世界ヘビー級王座に挑戦し、60分時間切れ引き分けの戦績を残している。
WWWFへは、1970年代前半はフィラデルフィアやボルティモアでのハウス・ショーを中心に出場し、キング・イヤウケア、スタン・スタージャック、プロフェッサー・タナカ、ジミー・バリアント、ジョージ・スティール、ブラックジャック・ランザ、スパイロス・アリオンなどと対戦。1976年からは久々にマディソン・スクエア・ガーデンのリングに登場して、クラッシャー・ブラックウェル、バグジー・マグロー、ルイ・シル、バロン・シクルナ、ガスハウス・ギルバートらに勝利。1977年7月16日にはボルティモアのシビック・センターにおいて、スーパースター・ビリー・グラハムのWWWFヘビー級王座に挑戦した。
1977年は、2月6日にトロントでシーク、7月7日にミッドアトランティックでブラックジャック・マリガンを破り、各地区のUSヘビー級王座を獲得。ミッドアトランティック版のUS王座（現在のWWE US王座）は、当時売り出し中だったリック・フレアーとも争った。すでに全盛期は過ぎていたものの、アンドレ・ザ・ジャイアントなどと同様に大物フリーランサーの立場で各地の主要テリトリーに参戦し、1979年12月1日にはシカゴでニック・ボックウィンクルのAWA世界ヘビー級王座に挑戦。デトロイトにおけるシークとの抗争も、1979年まで十数年間に渡り継続させた。

### 1980年代
1980年はフロリダを主戦場に、ダスティ・ローデスやバリー・ウインダムと共闘して、イワン・コロフ、ニコライ・ボルコフ、ドン・ムラコ、マサ斎藤、ドリー・ファンク・ジュニア、テリー・ファンク、ディック・スレーター、ボビー・ジャガーズ、ハンス・シュローダー、バロン・フォン・ラシクなどと対戦。9月15日のウェストパームビーチでのハウス・ショーでは、ハーリー・レイスのNWA世界ヘビー級王座に挑戦した。
インディアナ州インディアナポリスを本拠地とするWWAではブルーザー・ブロディともテキサス・デスマッチで対戦。1981年7月24日にはジョニー・バリアントを破り、インディアナ版のWWA世界ヘビー級王座を獲得。10月11日にブラックジャック・マリガンに奪取されるも、翌月にマリガンを下して奪回に成功、現役最後のタイトル戴冠を果たした。1982年にセミリタイアしてからは、WWAやセントルイス・レスリング・クラブ、古巣のトロント地区などに単発出場した。
1984年5月から7月にかけては、ビンス・マクマホン・ジュニアの体制下で全米侵攻を開始したWWFに出場。ロッキー・ジョンソンやS・D・ジョーンズと黒人ユニットを組み、ロディ・パイパー、ポール・オーンドーフ、デビッド・シュルツ、ワイルド・サモアンズ、ミスター・フジ&タイガー・チャン・リーなどと対戦。ビッグ・ジョン・スタッド、グレッグ・バレンタイン、カウボーイ・ボブ・オートン、ディック・マードックとのシングルマッチも行われた。
1987年11月16日、WWFのニュージャージー州メドーランド大会におけるオールドタイマーズ・バトルロイヤルに参加、これが公式での最後のリング出場となった。

### 晩年
引退後は居住地のミシガン州ベントンハーバーにおいて "Bobo's Gril" と呼ばれるレストランを経営する一方、黒人コミュニティのレジェンドとして講演やチャリティ活動を行っていた。1994年にWWF殿堂に迎えられ、かつてのパートナーであり抗争相手でもあった黒人レスラーの後輩アーニー・ラッドがインダクターを務めた（翌1995年にラッドが殿堂入りした際は、ブラジルがラッドのインダクターを務めている）。
1998年1月14日、脳梗塞により入院したが、6日後の1月20日に死去。73歳没。2013年にはNWA殿堂に迎えられた。

## 日本での活躍

### 日本プロレス
1957年8月、日本プロレスに初来日。8月14日に東京都体育館で行われた力道山とのシングルマッチは「頭突き対空手チョップ」として注目された。試合ではココバットの連打で力道山を大流血に追い込んだが、力道山のダメージが深刻であることを察知したブラジルは、これ以上の試合続行は危険と判断、リングを降りて控え室に戻り、試合放棄による判定負けを自ら選んだ。当時のマスコミは、力道山の出血が止まらないため、血を見るのが嫌いなブラジルが戦意を喪失したなどと報じたが、この初参戦を最後に、力道山がブラジルを日本に招聘することはなかった。
1968年6月、WWA世界ヘビー級王者として、日本プロレスへの11年ぶりの再来日が実現（『ゴールデン・シリーズ』終盤戦への特別参加）。来日第1戦となる6月25日、愛知県体育館において、ジャイアント馬場を破りインターナショナル・ヘビー級王座を獲得した。シリーズ最終戦の6月27日、蔵前国技館において馬場に奪回されたが、力道山没後の日本プロレスのエースとして、強豪を相手に21回もの連続防衛記録を達成していた馬場にとっては、初の王座陥落となった。
以降も日本プロレスへの参戦を続け、1969年4月の3度目の来日時には『第11回ワールドリーグ戦』に出場。外国陣営ではクリス・マルコフと同点の首位となり、5月16日の東京都体育館での優勝決定戦では、同じく日本陣営の同点首位だった馬場およびアントニオ猪木との4選手による決勝トーナメントが行われた（第1試合で馬場と引き分けとなり、第2試合でマルコフを破った猪木が優勝）。
馬場のインターナショナル・ヘビー級王座には、1970年2月2日に札幌中島スポーツセンター、1972年1月6日に大阪府立体育館においても挑戦。1972年12月、日本プロレスへの最後の来日となる『インター選手権シリーズ（インターナショナル・チャンピオンシップ・シリーズ）』への参戦時には、馬場の日本プロレス退団による返上で空位となっていた同王座を賭けて、12月1日に横浜文化体育館において大木金太郎と対戦。「頭突き世界一決定戦」とも呼ばれたこの試合を制し、2度目の戴冠を果たした。12月4日に広島県立体育館で大木にタイトルを明け渡したものの、日本プロレスでインターナショナル・ヘビー級王座を2回獲得した外国人レスラーはブラジルだけである。
インターナショナル・タッグ王座にもパートナーを代えて度々挑んでおり、1970年1月5日には弟のハンク・ジェームスを従えて馬場&猪木のBI砲に、同年1月27日にはデール・ルイスと組んで同じくBI砲に、1972年6月8日にはボビー・ダンカンと組んで馬場&坂口征二の東京タワーズに、同年12月2日と5日にはジン・キニスキーとの強力コンビで坂口&大木組に挑戦した。

### 全日本プロレス
1973年2月27日、全日本プロレスに初参戦。馬場の世界ヘビー級王座戴冠に向けての「王座争奪十番勝負」最後の相手として、日大講堂において馬場と対戦した（この試合に勝利した馬場は初代王者となり、タイトルは後にPWFの認定王座として「PWF世界ヘビー級王座」と改められた）。
その後も全日本プロレスに継続参戦し、1975年2月の来日時にはルーファス・ジョーンズと黒人コンビを結成。1976年9月9日には大阪府立体育館にて、ジャンボ鶴田の「試練の十番勝負」第5戦の相手を務めた。日本プロレス崩壊後に馬場&鶴田が獲得したインターナショナル・タッグ王座には、1975年6月17日に弟のジェームス、1976年8月26日にタンク・パットン、1977年10月21日にケン・パテラ、そして1978年10月25日と1979年9月13日にはアブドーラ・ザ・ブッチャーと組んで挑戦した。
1978年と1979年の来日時にはブッチャー軍団の客分的存在として参戦しており、北米の五大湖エリアで抗争を展開したブッチャーのパートナーとなって、花束を食いちぎるパフォーマンスを行うなどヒールに徹した。最後の来日となった1979年の『ブラック・パワー・シリーズ』では、8月24日の帯広市大会にてカルロス・コロンと組み、グレート小鹿&大熊元司の極道コンビが保持していたアジアタッグ王座にも挑戦している。同シリーズでは、WWAで共闘していたミル・マスカラスとのタッグ対決や、日本プロレス以来の因縁のある大木との石頭コンビも実現した。
日本には日本プロレスに7回、全日本プロレスに8回参戦して、計15回の来日を果たしている（日本での最後の試合は前述の1979年9月13日、『ブラック・パワー・シリーズ』最終戦の大分市大会における、ブッチャーと組んでの馬場&鶴田とのインターナショナル・タッグ王座戦）。
1993年には、当時全日本プロレスが往年のレスラーを招聘して開催していたトークイベント "OLDIES BUT GOODIES" への来日が予定されていたが、体調不良のため実現しなかった。

## 得意技
- ココバット（Coco Butt）
  - ジャンプして上から叩きつけるように放つヘッドバット。アイアン・ヘッドバットとも呼ばれた。彼の必殺技であり、代名詞的な技[6]。ロックバンド "cocobat" の名前の由来にもなった。
- ブルドッギング・ヘッドロック
- パイルドライバー
- ドロップキック

## 獲得タイトル
日本プロレス
- インターナショナル・ヘビー級王座：2回[44]

ワールドワイド・レスリング・アソシエーツ / NWAハリウッド・レスリング
- WWA世界ヘビー級王座：2回[19]
- NWAアメリカス・ヘビー級王座：3回[21]
- NWA太平洋岸ヘビー級王座（ロサンゼルス版）：1回[54]
- NWAビート・ザ・チャンプTV王座：1回[55]
- インターナショナルTVタッグ王座：4回（w / ウイルバー・スナイダー×2、サンダー・ザボー、プリモ・カルネラ）[9]

NWAサンフランシスコ
- NWA USヘビー級王座（サンフランシスコ版）：1回[18]
- NWA世界タッグ王座（サンフランシスコ版）：3回（w / エンリケ・トーレス×2、テキサス・マッケンジー） [10]

NWAデトロイト
- NWA USヘビー級王座（デトロイト版）：9回[12]
- NWA世界タッグ王座（デトロイト版）：7回（w / アート・トーマス、ロード・レイトン（英語版）、ガイ・ミッチェル、トニー・マリノ×3、フレッド・カリー）[17]

メープル・リーフ・レスリング
- NWA USヘビー級王座（トロント版）：1回[30]
- NWAカナディアン・オープン・タッグ王座：1回（w / ホイッパー・ビリー・ワトソン）[56]

ミッドアトランティック・チャンピオンシップ・レスリング
- NWA USヘビー級王座（ミッドアトランティック版）：1回[31]

チャンピオンシップ・レスリング・フロム・フロリダ
- NWAフロリダ・タッグ王座：2回（w / スキップ・ヤング、ダスティ・ローデス）[57]

ワールド・レスリング・アソシエーション
- WWA世界ヘビー級王座：2回[36]

イースタン・スポーツ・アソシエーション
- ESA北米ヘビー級王座：1回[22]

NWAキャピトル・レスリング / WWWF / WWF
- WWWF USヘビー級王座：7回[14]
- WWF殿堂：1994年（インダクターはアーニー・ラッド）[4]

ナショナル・レスリング・アライアンス
- NWA殿堂：2013年[40]

## 追記
- 昭和期のプロフィールでは、プロレス入りする以前はプロ野球（ニグロリーグ）の選手だったと紹介されていた[6]。初来日当時の報道では、力道山が語った逸話として「デッドボールを頭に受けても、石頭でボールをショートの頭上まで跳ね返してヒットになった」などと記述されていた[58]。
- 漫画およびテレビアニメ『タイガーマスク』にも登場。アニメ版では「ポポ・アフリカ」というレスラーに差し替えられた。なお、『タイガーマスク』ではルー・クライン（英語版）（レッド・バスチェンとの兄弟ギミックで活動した実在のプロレスラー）とタッグを組み、タイガーマスクとジャイアント馬場とのタッグマッチに挑んで敗退した後、「ブラックV」という弟子のプロレスラーをタイガーマスクの刺客として送り込んでいる。
- 弟の "ビッグ・マネー" ハンク・ジェームスもプロレスラーで、アメリカではブラジルの縁故でデトロイト地区を主戦場に活動していた[59]。揃って来日もしているが、ジェームスはブラジルのパートナーとしては実力不足で、1970年1月に日本プロレスで馬場&アントニオ猪木のインターナショナル・タッグ王座に挑戦した際には、ジェームスが足を引っ張りストレート負けを喫した。あまりの不甲斐なさにブラジルは試合後、控室でジェームスに鉄拳制裁を加えたという[6][60]。その後、ブラジルは1973年8月と1975年5月にも全日本プロレスにジェームスを帯同し、1975年には馬場&ジャンボ鶴田の同王座に兄弟コンビで再挑戦したが、このときも敗退している[6]。なお、両者の血縁関係は実の兄弟[6]とも異母兄弟[61]ともされる。
- アメリカでは絶対的なベビーフェイスであったにもかかわらず、全日本プロレスでは参戦末期にアブドーラ・ザ・ブッチャーと組んだこともあってヒールターンを行い、リング上で手渡された花束にかぶりつくパフォーマンスで異様な雰囲気を演出しようとしていた。理由は諸説あり、ザ・デストロイヤーは自著『マスクを脱いだデストロイヤー』（ベースボール・マガジン社刊）において、日本でヒールらしさをアピールする方法をブラジルから尋ねられた際、そのように振る舞うようアドバイスしたと記述している。